# Tacinga saxatilis
Tacinga saxatilis (F.Ritter) N.P.Taylor & Stuppy, es una especie fanerógama perteneciente a la familia  Cactaceae. 

## Distribución
Es endémica de Brasil desde el sur de Río São Francisco, oeste y sur de  Bahia al noroeste y centro de Minas Gerais. Su hábitat natural son los bosques secos tropicales o subtropicales y  matorrales de clima templado. Está tratada en peligro de extinción por pérdida de hábitat. Tacinga saxatilis se encuentra en algunas áreas protegidas, incluyendo el Parque nacional Peruaçu.

## Descripción
Tacinga saxatilis crece como arbustiva o rstrera, sigue siendo baja y con numerosas bifurcaciones. Los tallos son de color gris a azul-verde, de vez en cuando glaucos, con los segmentos circulares a ovoides. Los segmentos miden 10 a 16 centímetros de largo, 5 a 11 centímetros de ancho y hasta 1,7 centímetros de espesor. En ellos se encuentran las areolas que están cubiertas con lana de color blanquecino y cabello. Los gloquidios se hunden en los segmentos. Tiene hasta 6 espinas de color marrón, gris o blanquecino, no muy punzante, de 5 a 14 milímetros de largo, que a menudo tienen una punta de color negro. Las espinas son filosas como a hirsutas, rígidas, rectas o ligeramente curvadas y retorcidas de vez en cuando. Las flores son de color amarillo dorado al amarillo oscuro a naranja brillante y de hasta 3 centímetros de largo y el mismo diámetro.  El fruto es esférico para esférico deprimido, de color marrón-verde a burdeos o rojo parduzco, de 3,8 centímetros de largo y contiene pocas semillas .

## Taxonomía
Tacinga saxatilis fue descrita por (F.Ritter) N.P.Taylor & Stuppy  y publicado en Succ. Pl. Res. 6: 115 2002.
Etimología
Tacinga: nombre genérico que es un anagrama de la palabra "Catinga", el área de distribución del género en el brasileño Caatinga.
saxatilis: epíteto latíno que significa "que crece entre las rocas".
Sinonimia
- Platyopuntia saxatilis
- Opuntia saxatilis
- Opuntia estevesii